# Derby di Padova
Per Derby di Padova si intendono le partite disputate tra Padova-Petrarca, Padova-Cittadella (per un certo periodo il Cittadella giocò con il nome di Cittadella Padova allo Stadio Euganeo) e San Paolo Padova-Biancoscudati Padova. Dal 1912 a oggi questo derby si è giocato in Prima Categoria (attuale Serie A) con il Petrarca Padova, in Serie B e in Serie C1 con il Cittadella. Nelle coppe nazionali si è disputato in Coppa Italia, Coppa Italia Serie C e Coppa Italia Serie D.

## Padova-Petrarca[2]

Formazione del Padova annata 1914-1915.

Questa rivalità era molto sentita in quegli anni, tanto che le due squadre si contendevano lo scettro di miglior squadra della città. Molti giocatori del Padova allora preferivano andare a giocare nel Petrarca che in quegli anni ottenne i risultati più importanti della sua storia.
| 1913-1914 | Campionato Veneto di Promozione | Petrarca Padova - Padova | 6-0 | 2-2 |
| 1914-1915 | Prima Categoria Girone F        | Padova - Petrarca Padova | 2-0 | 2-3 |
| 1919-1920 | Prima Categoria Girone Veneto   | Padova - Petrarca Padova | 2-0 | 2-1 |
| 1920-1921 | Prima Categoria Girone B Veneto | Petrarca Padova - Padova | 0-3 | 0-3 |

| Padova - Petrarca        |    |
| Giocate                  | 8  |
| Vittorie Padova          | 5  |
| Pareggi                  | 1  |
| Vittorie Petrarca Padova | 2  |
| Gol Padova               | 16 |
| Gol Petrarca Padova      | 12 |

### Le partite

#### Campionato

##### Stagione 1913-1914
| Arbitro: | Cavallini (Venezia) |

|                                                              |           |  |
| 1° e 40°Azzolin, 15° e 60° Romaro II, 30° Tattaro, 55° Sarsi | Marcatori |  |

| Arbitro: | Storer (Venezia) |

|                              |           |                            |
| 70° Pedrina II, 80° Zambotto | Marcatori | 10° Romaro II, 50° Azzolin |

##### Stagione 1914-1915
| Arbitro: | Barbon (Venezia) |

|                        |           |  |
| 25° Peyer, 63° Appiani | Marcatori |  |

| Arbitro: | Moda (Milano) |

|                                 |           |                       |
| 16° e 29° Romaro I, 76° Azzolin | Marcatori | 1° Appiani, 85° Pasta |

##### Stagione 1919-1920
| Padova 26 ottobre 1919                                                         | Padova    | 2 – 0 | Petrarca | Velodromo Monti |
| \| \| \| \| \| Vittoria a tavolino per forfait del Petrarca \| Marcatori \| \| |           |       |          |                 |
|                                                                                |           |       |          |                 |
| Vittoria a tavolino per forfait del Petrarca                                   | Marcatori |       |          |                 |

| Arbitro: | Mauro (Milano) |

|                     |           |                         |
| 75° Fagiuoli (aut.) | Marcatori | 10° Fagiuoli. 44° Peyer |

##### Stagione 1920-1921
| Arbitro: | Crivelli (Milano) |

|                         |           |  |
| 73°, 83° e 88° Monti F. | Marcatori |  |

| Arbitro: | Crivelli (Milano) |

|  |           |                                            |
|  | Marcatori | 51° Monti G., 61° Turra, 75° Fayenz (rig.) |

## Padova-Cittadella[4]
Nelle stagioni 2000-2001 e 2001-2002 il Cittadella, oltre a giocare allo Stadio Euganeo, casa del Padova, cambiò il proprio nome in Cittadella Padova, arrivando persino ad ipotizzare una fusione con il club biancoscudato. Ci fu anche un attentato alla sede del Cittadella, con vetri delle finestre rotti, lancio di bottiglia con liquido infiammabile contro il portone d'ingresso e scritte sui muri della sede.
L'amichevole Padova-Cittadella fu funestata, il 25 marzo 1957, da una tragedia: il portiere Pier Cesare Tombolato (o Piercesare, secondo altre fonti), di Padova (o secondo altre fonti di Cittadella), morì per peritonite biliare in seguito ad uno scontro durante la partita; allo sfortunato giocatore è stato intitolato lo stadio di Cittadella.
(aggiornato al 30 marzo 2019)
| 1998-1999 | Serie C1-A           | Padova - Cittadella | 1-1 | 1-1 |
| 1998-1999 | Coppa Italia Serie C | Cittadella - Padova | 2-1 | 2-1 |
| 1999-2000 | Coppa Italia Serie C | Padova - Cittadella | 4-0 |     |
| 2002-2003 | Serie C1-A           | Padova - Cittadella | 3-2 | 1-1 |
| 2003-2004 | Serie C1-A           | Cittadella - Padova | 2-1 | 1-3 |
| 2004-2005 | Serie C1-A           | Cittadella - Padova | 2-0 | 1-1 |
| 2004-2005 | Coppa Italia Serie C | Padova - Cittadella | 1-1 |     |
| 2005-2006 | Serie C1-A           | Cittadella - Padova | 1-1 | 2-2 |
| 2006-2007 | Serie C1-A           | Padova - Cittadella | 0-1 | 1-0 |
| 2007-2008 | Serie C1-A           | Cittadella - Padova | 1-2 | 1-1 |
| 2009-2010 | Serie B              | Cittadella - Padova | 1-1 | 2-2 |
| 2009-2010 | Coppa Italia         | Cittadella - Padova | 2-0 |     |
| 2010-2011 | Serie B              | Padova - Cittadella | 2-1 | 1-3 |
| 2011-2012 | Serie B              | Cittadella - Padova | 1-4 | 0-1 |
| 2012-2013 | Serie B              | Padova - Cittadella | 3-1 | 3-3 |
| 2013-2014 | Serie B              | Cittadella - Padova | 1-0 | 4-0 |
| 2015-2016 | Lega Pro             | Cittadella - Padova | 3-1 | 1-0 |
| 2018-2019 | Serie B              | Padova - Cittadella | 0-0 | 1-1 |
| 2019-2020 | Coppa Italia         | Cittadella - Padova | 3-0 |     |

| Padova - Cittadella |    |
| Giocate             | 33 |
| Vittorie Padova     | 9  |
| Pareggi             | 13 |
| Vittorie Cittadella | 12 |
| Gol Padova          | 43 |
| Gol Cittadella      | 49 |

### Le partite

#### Campionato

##### Stagione 1998-1999
| Padova 11 ottobre 1998, ore CEST 6ª giornata         | Padova    | 1 – 1     | Cittadella | Stadio Euganeo |
| \| \| \| \| \| Giacomin \| Marcatori \| Spagnolli \| |           |           |            |                |
|                                                      |           |           |            |                |
| Giacomin                                             | Marcatori | Spagnolli |            |                |

| Cittadella 21 febbraio 1999, ore CET 23ª giornata | Cittadella | 1 – 1 | Padova | Stadio Piercesare Tombolato |

##### Stagione 2002-2003
| Padova 10 novembre 2002, ore 15:00 CET 11ª giornata                                                      | Padova    | 3 – 2 referto         | Cittadella | Stadio Euganeo (4.135 spett.) |
| \| \| \| \| \| Ginestra 24’ (rig.) Ferronato 55’ Pietranera 90’ \| Marcatori \| 15’ Scarpa 83’ Turato \| |           |                       |            |                               |
| |           |                       |            |                               |
| Ginestra 24’ (rig.) Ferronato 55’ Pietranera 90’                                                         | Marcatori | 15’ Scarpa 83’ Turato |            |                               |

| Cittadella 23 marzo 2003, ore 14:00 CEST 28ª giornata     | Cittadella | 1 – 1 referto | Padova | Stadio Piercesare Tombolato (2.942 spett.) |
| \| \| \| \| \| Zanon 13’ \| Marcatori \| 50’ Romondini \| |            |               |        |                                            |
|                                                           |            |               |        |                                            |
| Zanon 13’                                                 | Marcatori  | 50’ Romondini |        |                                            |

##### Stagione 2003-2004
| Cittadella 23 novembre 2003, ore 13:30 CET 13ª giornata                  | Cittadella | 2 – 1 referto | Padova | Stadio Piercesare Tombolato (1.810 spett.) |
| \| \| \| \| \| Amore 22’ De Gasperi 90’ \| Marcatori \| 43’ Romondini \| |            |               |        |                                            |
|                                                                          |            |               |        |                                            |
| Amore 22’ De Gasperi 90’                                                 | Marcatori  | 43’ Romondini |        |                                            |

| Padova 18 aprile 2004, ore 15:00 CEST 30ª giornata                                            | Padova    | 3 – 1 referto    | Cittadella | Stadio Euganeo (2.903 spett.) |
| \| \| \| \| \| La Grottería 65’ Romondini 66’ Zecchin 90’ \| Marcatori \| 13’ (aut.) Zanon \| |           |                  |            |                               |
|                                                                                               |           |                  |            |                               |
| La Grottería 65’ Romondini 66’ Zecchin 90’                                                    | Marcatori | 13’ (aut.) Zanon |            |                               |

##### Stagione 2004-2005
| Padova 14 novembre 2004, ore 13:30 CET 27ª giornata | Padova    | 2 – 0 referto | Cittadella | Stadio Euganeo (3.269 spett.) |
| \| \| \| \| \| Matteini 57’ 64’ \| Marcatori \| \|  |           |               |            |                               |
|                                                     |           |               |            |                               |
| Matteini 57’ 64’                                    | Marcatori |               |            |                               |

| Cittadella 20 marzo 2005, ore 13:30 CET 27ª giornata      | Cittadella | 1 – 1 referto | Padova | Stadio Piercesare Tombolato (2.171 spett.) |
| \| \| \| \| \| Colussi 61’ \| Marcatori \| 86’ Statuto \| |            |               |        |                                            |
|                                                           |            |               |        |                                            |
| Colussi 61’                                               | Marcatori  | 86’ Statuto   |        |                                            |

##### Stagione 2005-2006
| Cittadella 24 settembre 2005, ore 14:00 CEST 5ª giornata   | Cittadella | 1 – 1 referto | Padova | Stadio Piercesare Tombolato (2.025 spett.) |
| \| \| \| \| \| De Gasperi 19’ \| Marcatori \| 77’ Selva \| |            |               |        |                                            |
|                                                            |            |               |        |                                            |
| De Gasperi 19’                                             | Marcatori  | 77’ Selva     |        |                                            |

| Padova 5 febbraio 2006, ore 13:30 CET 22ª giornata                                                | Padova    | 2 – 2 referto                   | Cittadella | Stadio Euganeo (5.210 spett.) |
| \| \| \| \| \| Zecchin 39’ Altinier 42’ (aut.) \| Marcatori \| 3’ Altinier 33’ (aut.) Quadrini \| |           |                                 |            |                               |
|                                                                                                   |           |                                 |            |                               |
| Zecchin 39’ Altinier 42’ (aut.)                                                                   | Marcatori | 3’ Altinier 33’ (aut.) Quadrini |            |                               |

##### Stagione 2006-2007
| Padova 17 settembre 2006, ore 13:30 CEST 3ª giornata | Padova    | 0 – 1 referto | Cittadella | Stadio Euganeo (3.414 spett.) |
| \| \| \| \| \| \| Marcatori \| 23’ Campo \|          |           |               |            |                               |
|                                                      |           |               |            |                               |
|                                                      | Marcatori | 23’ Campo     |            |                               |

| Cittadella 28 gennaio 2007, ore 13:30 CET 20ª giornata | Cittadella | 0 – 1 referto | Padova | Stadio Piercesare Tombolato (2.820 spett.) |
| \| \| \| \| \| \| Marcatori \| 50’ Russo \|            |            |               |        |                                            |
|                                                        |            |               |        |                                            |
|                                                        | Marcatori  | 50’ Russo     |        |                                            |

##### Stagione 2007-2008
| Arbitro: | Sebastiano Peruzzo |

|             |           |                  |
| Riberto 89’ | Marcatori | 21’ Bovo 58’ Baù |

| Arbitro: | Angelo Martino Giancola |

|                   |           |                |
| Rabito 35’ (rig.) | Marcatori | 23’ Meggiorini |

##### Stagione 2009-2010
| Arbitro: | Paolo Silvio Mazzoleni |

|            |           |              |
| Pesoli 26’ | Marcatori | 52’ Italiano |

| Arbitro: | Roberto Rosetti |

|                                     |           |                                    |
| Di Nardo 64’ Vantaggiato 77’ (rig.) | Marcatori | 44’ (rig.) Pesoli 52’ (rig.) Iunco |

##### Stagione 2010-2011
| Arbitro: | Maurizio Ciampi |

|                      |           |                |
| Succi 45+1’ Bovo 88’ | Marcatori | 25’ Piovaccari |

| Arbitro: | Massimiliano Velotto |

|                             |           |                        |
| Nassi 3’ Piovaccari 28’ 50’ | Marcatori | 66’ (rig.) Vantaggiato |

##### Stagione 2011-2012
| Arbitro: | Riccardo Tozzi |

|                |           |                               |
| Gasparetto 22’ | Marcatori | 18’ 68’ Cuffa 43’ 82’ Ruopolo |

| Arbitro: | Baracani (Firenze) |

|              |           |  |
| Trevisan 84’ | Marcatori |  |

##### Stagione 2012-2013
| Arbitro: | Pinzani (Empoli) |

|                               |           |               |
| Cutolo 4’ Raimondi 89’, 90+5’ | Marcatori | 52’ Giannetti |

| Arbitro: | Tommasi (Bassano del Grappa) |

|                                               |           |                                         |
| Di Nardo 17’ Gallozzi 32’ (aut.) Schiavon 49’ | Marcatori | 23’ Cutolo 46’ Bonazzoli 59’ Zé Eduardo |

##### Stagione 2013-2014
| Arbitro: | Nasca (Bari) |

|                      |           |  |
| Coralli 45+2’ (rig.) | Marcatori |  |

| Arbitro: | Di Bello (Brindisi) |

|  |           |                                                                   |
|  | Marcatori | 42’ Pellizzer 52’ Paulo Donatello 57’ (rig.) Perez 89’ Donnarumma |

##### Stagione 2015-2016
| Arbitro: | Di Martino (Teramo) |

|                                         |           |                     |
| Iori 27’ (rig.) Pascali 67’ Litteri 75’ | Marcatori | 27’ (rig.) Altinier |

| Arbitro: | Mainardi (Bergamo) |

|  |           |             |
|  | Marcatori | 68’ Litteri |

##### Stagione 2018-2019
| Padova 3 novembre 2018, ore 15:00 CET 11ª Giornata | Padova       | 0 – 0 referto | Cittadella | Stadio Euganeo (7.500 spett.)\| Arbitro: \| Nasca (Bari) \| |
| Arbitro:                                           | Nasca (Bari) |               |            |                                                             |

| Arbitro: | Antonio Rapuano (Rimini) |

|             |           |             |
| 52’ Moncini | Marcatori | 74’ Capello |

#### Coppa Italia

##### Stagione 2009-2010
| Arbitro: | Nicola Pierpaoli |

|                            |           |  |
| Cherubin 59’ Ardemagni 79’ | Marcatori |  |

##### Stagione 2019-2020
| Arbitro: | Daniele Orsato |

|                             |           |  |
| Iori 23’ Diaw 27’ Celar 41’ | Marcatori |  |

## San Paolo Padova-Biancoscudati Padova
Nelle stagione 2014-2015, dopo l'esclusione del Calcio Padova dai campionati FIGC, viene fondata una nuova società, la S.S.D Biancoscudati Padova, che riparte dalla Serie D, campionato in cui milita anche l'Atletico San Paolo Padova.
(aggiornato al 10 settembre 2014)
| 2014-2015 | Coppa Italia Serie D | San Paolo Padova - Biancoscudati Padova | 1-2 |  |

| Atletico San Paolo Padova - Biancoscudati Padova |   |
| Giocate                                          | 1 |
| Vittorie Atletico San Paolo Padova               | 0 |
| Pareggi                                          | 0 |
| Vittorie Biancoscudati Padova                    | 1 |
| Gol Atletico San Paolo Padova                    | 1 |
| Gol Biancoscudati Padova                         | 2 |

### Le partite

#### Coppa Italia Serie D

##### Stagione 2014-2015
| Arbitro: | Andrea Tursi |

|             |           |                           |
| Masiero 29’ | Marcatori | 35’ Pittarello 40’ Segato |